# Formation-action
L' Action Learning est souvent traduit par « Formation-action » qui n’a en réalité pas de rapport direct avec l’Action Learning ( définition de la méthode),  contrairement à ce qui est mentionné. La Formation-action ou Formaction signifie autre chose …Aussi est il nécessaire de revoir cette rubrique qui est fausse…comme le nombreuses définitions qui figurent sous cette appellation sur le moteur de recherche Google !
Il faut d’abord souligner qu’il s’agit d’une mauvaise traduction du terme anglo-saxon qui induit en erreur sur ce sujet ! 
La bonne traduction de « l’Action Learning » en français est « l’ apprenance par l’action ».
Mais pour en faciliter la compréhension en français,  il semble préférable de conserver le terme Anglo-saxon « d’Action Learning » qui est aujourd’hui le plus connu et le plus répandu dans le monde entier, à l’image par exemple du « e-learning » employé couramment en France.
L’Action Learning désigne aujourd’hui une méthode précise d’intelligence collaborative en petit groupe qui vise à rechercher lors de sessions courtes des solutions opérationnelles à des problèmes ou sujet complexes et importants sans solution connue d’avance et ce faisant, contribue à développer les compétences individuelles et collectives des participants et notamment les Soft Skills.
Cette méthode est actuellement promue et reconnue sur le plan mondial par le réseau international du World Institute for Action Learning (WIAL).

## Origine de l'Action Learning

Cône d'apprentissage et de mémorisation par l'expérience telle que formalisé dans la méthode d’apprentissage par l’action.

Le concept est ensuite formalisé par Reginald Revans qui en développe la méthode au Royaume-Uni dans les années 1940. Selon lui, sa méthode a le mérite de travailler sur des problèmes réels et d'améliorer la productivité des acteurs. Dans les années 1945-1950, il a appliqué sa méthode dans une mine de charbon et sa productivité a augmenté de plus de 30 %. Ce dernier l’a pratiqué avec succès dans différents types d’organisation publiques et privées dans les années 40 et 50/60 tant en Grande Bretagne qu’en Belgique notamment. Elle a été aussi utilisée par différents auteurs et consultants britanniques dans les années 70 à 90.
En 1980, Revans propose une équation d’équivalence entre l’apprentissage (A), et la somme des connaissances programmées (P) avec le questionnement (Q) : {\displaystyle A=P+Q}.
La méthode est basée sur le questionnement et l'écoute active pour une meilleure communication.
En France, Philippe Rion, Coach Sénior certifié en Action Learning reconnu par WIAL et ICF a déterminé 4 familles de questions
- questions fermées : Elles commencent par un verbe et elle sont utilisées pour vérifier et assurer la bonne compréhension uniquement
- questions semi-ouvertes : Elles commencent par quand, où, combien, qui, lequel, etc. Elles sont utilisées pour chercher la précision
- questions ouvertes : Elles commencent par quel, quelle, quoi, en quoi, pour quoi, etc. Elles sont utilisées pour amener de l'information.
- questions ouvrantes : Elles commencent par pourquoi, comment et que. Elles sont utilisées pour stimuler la réflexion.

Le questionnement est utilisé durant 3 phases spécifiques lors d'une session en Action Learning. C'est ce qui en fait sa puissance disruptive et innovante.
La méthode Action Learning a surtout été reprise, formalisée et complétée au début des années 2000 par le professeur Michael Marquardt de l’université George-Washington, spécialiste des sciences du développement humain. Il a notamment introduit la fonction d’un coach spécialement formé à la méthode pour faciliter et développer l’ensemble des apprentissages individuels et collectifs des participants qui sont un bénéfice essentiel de cette méthode de réflexion collaborative au-delà de son objectif de court terme qui est la résolution opérationnelle rapide de problèmes ou sujets complexes.
M. Marquardt a créé en 2005 le réseau international du World Institute for Action Learning (WIAL) qui rassemble les praticiens et les formateurs à cette méthode d’intelligence collaborative fondée exclusivement sur l’art du questionnement. Ce réseau est présent aujourd’hui dans plus d’une quarantaine de pays dans le monde entier et cette méthode fonctionne aussi bien quelle que soit la culture nationale des participants.
Son développement actuel est lié à ses nombreux bénéfices pour les organisations qui la pratiquent quelles que soient leurs natures et leurs tailles. 
Parmi ceux-ci on doit citer :
1)    La résolution créative et novatrice de problèmes ou sujets complexes ;
2)    La capacité à développer le leadership des participants ;
3)    La construction d’équipes hautement performantes ;
4)    La création d’organisations apprenantes ;
5)    Un impact fort sur les parties prenantes de l’écosystème de l’entreprise.
La méthode d’Action Learning du WIAL a été initialement introduite en France en 2013 par Daniel Belet et Jean Michel Cramier, alors respectivement professeur et directeur des relations entreprises du Groupe Sup de Co La Rochelle devenu ultérieurement le Groupe Excelia. Cette méthode a toujours été pratiquée avec succès tant avec des étudiants en master et bachelor de l’école qu’avec diverses entreprises et autres organisations publiques et privées.
En 2020 Daniel Belet a publié le premier ouvrage en français sur cette méthode intitulé :
« Développer l’Intelligence Collaborative : la méthode Action Learning » -Editions Ellipses – Paris -2020.
Daniel Belet est depuis quelques années le responsable de la filiale française du réseau international du World Institute for Action Learning. Il a créé en 2022 avec son collègue Philippe Rion une société dénommée Action Learning Partners qui a pour objet de promouvoir et de développer l’utilisation de cette méthode et d’organiser les formations spécifiques des coaches à cette méthode d’intelligence collaborative.

## Critiques
Reginald Revans fut en conflit avec certaines institutions éducatives utilisant les cours magistraux, en particulier dans le monde académique ou les écoles de commerce et de gestion.
L’Action Learning n’est pas une méthode issue d’une grande théorie.  Elle a donc une origine empirique et pragmatique qui a largement fait les preuves de sa remarquable efficacité et créativité depuis de nombreuses décennies.
Comme elle ne procède pas d’une seule discipline académique, mais qu’elle se situe au carrefour de plusieurs disciplines telles que : les sciences de l’éducation, les sciences du comportement humain, les sciences de gestion, elle n’a pas intéressé les chapelles académiques traditionnelles focalisées sur leurs seules disciplines. Ce qui explique son ignorance par les institutions sphères académiques traditionnelles !
En revanche, elle a été validée par les spécialistes des approches de la complexité et a postériori par toutes les disciplines scientifiques dont elle peut partiellement se réclamer (psychologie, psychosociologie, sociologie, management humain, leadership, anthropologie, biologie, etc.).
Enfin s’agissant d’une méthode coachée, son développement sur le terrain passe par la formation de coaches à cette méthode de réflexion collaborative qu’est l’Action Learning  qui fait l’objet d’une certification par le réseau international du WIAL . Or il y en a encore assez peu en France même si cette méthode de coaching d’équipe intéresse de plus en plus des coach individuels , des consultants et des formateurs.